# Смилла и её чувство снега
«Смилла и её чувство снега» (дат. Frøken Smillas fornemmelse for sne, дословно «Чувство снега фрёкен Смиллы») — второй по хронологии и самый известный роман датского писателя Питера Хёга, написанный им в 1992 году и впервые опубликованный датским издательством Rosinante & Co в том же году.
На русский язык книга была переведена переводчиком Еленой Красновой и первоначально опубликована в 1998 году издательством «ИНАПРЕСС»; в 2002 году роман был переиздан в издательстве «Симпозиум».
Роман, написанный автором-мужчиной от первого лица, от лица женщины, принёс писателю мировую известность и несколько литературных наград.
Несмотря на всемирный успех и достаточно благожелательную критику, роман был воспринят в литературных и академических кругах Дании прежде всего как коммерческий проект, нежели как большая литература.

## История написания
По словам Хёга, идея написания этой книги возникла у него после того, как во сне он увидел следы белого медведя. «Их было так много, что они заполнили всю гору. Я знал, что это в Гренландии. В тот момент, когда я вспомнил этот сон, я уже знал, что это начало новой книги». Вскоре он увидел ещё один сон, в котором нырял и опускался на дно в холодной воде. «И на дне я нашел что-то очень важное. После этого я написал „Смиллу“».
Хёгу было 34 года, когда он писал этот роман. По его воспоминаниям, в тот период ни у него, ни у его жены не было денег, только что родился их первый ребёнок, а жили они втроём в однокомнатной квартире. Поскольку для письменного стола не было места, первую часть романа он написал, сделав что-то типа письменного стола, сидя в кресле и положив доску на подлокотники. Поскольку его жена, танцовщица, вскоре после родов вернулась на сцену, Хёг писал большую часть «Смиллы», сидя дома с ребёнком.
В одном из интервью Хёг признался, что некоторые вещи в романе ему не удались. Если бы он писал книгу сегодня, то сделал бы лучше конец, а также гармонизировал соотношение между первой и второй частью, но в целом написал бы ту же самую книгу.

## Место и время действия, структура
Основным местом действия романа является Копенгаген. Некоторые события книги, однако, разворачиваются на территории Гренландии и в открытом море на борту корабля. Трагические события, с которых начинается роман, происходят накануне Рождества.
Роман разделён на шесть частей: «Город I», «Город II», «Город III», «Море I», «Море II» и «Лёд».

## Сюжет
Возвращаясь с работы, Смилла Ясперсен становится свидетелем трагических событий: с крыши дома, где она живёт, сорвался маленький мальчик. Его зовут Исайя, он сын соседки-алкоголички. Смилла заботилась о нём, пока он был жив.
Она поднимается на крышу в попытке понять, каким образом на крыше оказывается мальчик, боявшийся высоты. По следам на снегу она понимает, что Исайю преследовали. Она сообщает о своих подозрениях инспектору, но тот решает квалифицировать дело как несчастный случай и не возбуждать расследования.
Смилла принимает решение разобраться во всем самостоятельно. Она разговаривает со всеми, кто так или иначе имел отношение к Исайе, его матери или гибели его отца Норсака Кристиансена. Смилле удаётся выяснить, что мальчика регулярно обследовали в больнице, а перед самой отправкой в морг кто-то взял у него образцы тканей на биопсию. Результаты вскрытия оказываются засекреченными.
В поисках ответов на вопросы Смилле помогает механик Питер, который также живёт в их доме. Между Смиллой и Питером завязывается романтическая связь.

## Действующие лица
- Смилла Кваавигаак Ясперсен — датчанка родом из Гренландии, 37 лет, учёный-гляциолог
- Исайя Кристиансен — шестилетний гренландский мальчик-эскимос, сосед Смиллы
- Юлиана Кристиансен — гренландка, мать Исайи, алкоголичка
- Питер Фойл — механик, сосед Смиллы, страдающий дисграфией
- Доктор Йоханнес Лойен — знаменитый датский патологоанатом, профессор, директор Гренландского государственного центра аутопсии
- Доктор Мориц Ясперсен — отец Смиллы, известный датский врач
- Инспектор Раун — следователь государственной прокуратуры
- Доктор Жан Пьер Лагерманн — патологоанатом Института судебной медицины Государственной больницы
- Эльза Любинг — главный бухгалтер Криолитового общества «Дания»
- Капитан Сигмунд Лукас — капитан судна «Кронос»
- Дэвид Винг — адвокат Верховного суда, ревизор
- Андреас Фине Лихт — арктический этнограф, доктор философских наук, смотритель судна «Северное сияние»
- Бенедикта Глан — участница экспедиции 1966 года
- Бернард Яккельсен — младший брат капитана Лукаса
- Тёрк Вид — владелец судна «Кронос», наркоторговец

## Награды и премии
- 1992 год — Премия «Серебряный кинжал» британской Ассоциации писателей-криминалистов
- 1992 год — Шорт лист Премии Эдгара Аллана По

## Экранизация
В 1997 году по роману был снят фильм, в российском прокате имеющий название «Снежное чувство Смиллы». Роль Смиллы Ясперсен исполнила британская актриса Джулия Ормонд, роль механика — Гэбриэл Бирн.

## Публикации романа на русском языке
Роман «Смилла и её чувство снега» многократно публиковался на русском языке в разных издательствах:
- «Инапресс», 1998. ISBN 5-87135-052-6
- «Симпозиум», 2002. ISBN 5-89091-179-1
- «Симпозиум», 2005. ISBN 5-89091-179-1
- «Симпозиум», 2009. ISBN 978-5-98091-408-8
- «Симпозиум», 2009. ISBN 978-5-89091-432-3
- «Симпозиум», 2010. ISBN 978-5-89091-432-3
- «Симпозиум», 2013. ISBN 978-5-89091-467-5
- «Симпозиум», 2014. ISBN 978-5-89091-478-1
- «Симпозиум», 2016. ISBN 978-5-89091-500-9